# Johan Georg af Slesvig-Holsten-Gottorp
Johan Georg af Slesvig-Holsten-Gottorp (født 8. oktober 1638 på Gottorp Slot, død 25. november 1655 i Sessa Aurunca) var en dansk-tysk prins, der var fyrstbiskop af Lübeck fra februar til november 1655.
Han var en yngre søn af hertug Frederik 3. af Slesvig-Holsten-Gottorp og bror til dronning Hedvig Eleonora af Sverige. Han døde 17 år gammel af kopper under en rejse i Italien.